# نجد عكار
نجد عكارهي إحدى مناطق قضاء عكار في لبنان الشمالي. وتقسم إلى ثلاث مناطق فرعية حسب الوضع الجغرافي الذي يجعل الزراعات تتبدل تبعاً للارتفاع والريّ. والمناطق هي:
- الشفت وفيها القرى التالية: الحاكور ومنيارة، كرم عصفور، القنطرة، بيت غطاس، عدبل، مشحة، حيزوق، مزرعة بلدة، السويسة، الجديدة، الزواريب، حكر الشيخ طابا، الشيخ طابا، حلبا، الشيخ محمد، النفيسة، كروم عرب، خريبة الجندي، كوشا بيت الحاج.
  - الدريب الأوسط وفيها القلرى التالية: الهد، سفينة الدريب، دير جنين، بربارة، خربة شار، عين تنتا، كفر حرة، عين الزيت، الدغلة، خربة داوود، دوير عدوية، البيرة، المجدل، الحوشب، الغزيلة، سرار، الريحانية، شربيلا، التليل، هيتلا، عمار البيكات، وادي الحور، القشلق، الدوسة، الكواشرة، الدبابية، النورة، فريديس، منجز، كفرنون، رماح، شخلار، العوينات.
  - الدريب الأعلى وفيها القلرى التالية: شدرا، مشتى حمود، مشتى حسن، مقيبلة، وادي خالد، حنيدر، قرحة، مونسة، السهلة، البساتين، مراح الخوخ، كفرتون، قنية، أكروم، السنديانة، القبيات، عندقت، عيدمون.